# Geschaafd smalsnuitje
Het geschaafd smalsnuitje (Aethes williana) is een vlinder uit de familie bladrollers (Tortricidae). De wetenschappelijke naam is voor het eerst geldig gepubliceerd in 1791 door Brahm.
De soort komt voor in Europa.